# Capacità di campo
La capacità di campo o capacità idrica di campo o capacità di ritenuta idrica (CC o CIC) è una costante idrologica del terreno. Definisce il contenuto d'acqua nel terreno, in termini di umidità percentuale, in condizioni ottimali per quanto riguarda il rapporto fra acqua e aria nel terreno. Tali condizioni si verificano quando tutti i micropori sono saturi d'acqua mentre nei macropori è presente solo aria.

## Relazione fra CC e porosità
Il valore della capacità di campo è strettamente dipendente dalla microporosità del terreno, ossia dalla frazione della porosità totale costituita dai pori con diametro inferiore a 8 μm. A differenza delle altre costanti idrologiche, la capacità di campo si può ritenere una costante vera e propria in quanto dipende da condizioni fisiche intrinseche del suolo e non influenzate dalle lavorazioni o da altri fattori esogeni.
La microporosità del terreno, a prescindere dalla porosità totale, è una proprietà dipendente dal tenore in particelle fini, perciò in generale aumenta passando dai terreni sabbiosi a quelli limosi e di medio impasto, fino a raggiungere i livelli più alti in quelli argillosi. Nei terreni dotati di colloidi influisce sulla microporosità anche lo stato strutturale: terreni costipati o soggetti a frequenti e prolungati ristagni, lavorati in condizioni non ottimali subiscono uno sbilanciamento del rapporto macroporosità/microporosità a favore dei micropori.
In definitiva la capacità di campo si assesta sui valori più alti nei terreni argillosi o ricchi di humus e su quelli più bassi nei terreni pietrosi o sabbiosi, mentre ha valori intermedi nei terreni a tessitura equilibrata e in quelli limosi.
Nella tabella seguente sono riportati i valori di umidità a cui corrisponde in media la capacità di campo in alcuni tipi di terreno
| Tipologia di terreno     | Capacità di campo (% sul peso secco) |
| ------------------------ | ------------------------------------ |
| Terreno sabbioso         | 10 - 15                              |
| Terreno di medio impasto | 25 - 40                              |
| Terreno argilloso        | 45 - 50                              |

## Relazione fra CC e potenziale idrico
Quando il terreno è alla capacità di campo, l'acqua è presente in due stati:
- Acqua igroscopica. È acqua adsorbita sulla superficie dei colloidi, avvolgendo con un sottile velo le particelle solide. È trattenuta a tensioni molto alte.
- Acqua capillare. È acqua trattenuta per fenomeni di capillarità nei micropori del terreno, ossia nei pori che hanno un diametro inferiore a 8 μm. È trattenuta a tensioni più basse rispetto all'acqua igroscopica.

A differenza del terreno alla capacità idrica massima, pertanto, l'umidità corrispondente alla capacità di campo non comprende l'acqua gravitazionale, ossia l'acqua sottratta alla ritenzione perché la forza di gravità prevale sulla tensione matriciale. L'effetto della tensione matriciale è tale che l'acqua presente nel terreno alla capacità di campo può essere allontanata solo dall'assorbimento radicale oppure per evaporazione, perciò la capacità di campo rappresenta il limite massimo entro il quale si possono costituire riserve idriche, nel terreno, utilizzabili dalle piante.
Il potenziale idrico con terreno alla capacità di campo assume valori non ben definiti. Le differenze sono dovute per lo più all'autore, in quanto nella letteratura non c'è concordanza sul valore del potenziale alla capacità. Molti autori considerano un potenziale idrico di -0,1 bar, altri valori differenti dipendenti dal tipo di terreno, ad esempio, da -0,06 bar in un terreno sabbioso a -0,3 bar in uno argilloso, altri -0,33 bar. In generale la letteratura cita comunque valori compresi fra -0,1 bar e -0,3 bar. Adottando la scala del pF la capacità di campo si attesta a valori compresi fra pF 2 e pF 2,5.
A prescindere dal valore adottato è da mettere in evidenza che il potenziale idrico, con il terreno alla capacità di campo, ha sempre un valore negativo. Ciò implica che le radici devono comunque esercitare una pressione negativa (tensione) e quindi effettuare una spesa energetica. Lo sforzo che le piante devono esercitare è tuttavia di modesta entità in rapporto al beneficio che ne traggono: valori di umidità superiori alla capacità di campo sarebbero infatti sfavorevoli, per le condizioni di scarsa aerazione, e molte specie in realtà soffrirebbero per l'eccesso idrico prolungato.

## Importanza pratica
La capacità di campo è una delle costanti idrologiche più importanti dal punto di vista agronomico. Rappresenta infatti il limite a cui fare riferimento quando l'irrigazione è impostata su un bilancio idrico del terreno oppure sulla misurazione del potenziale idrico:
- è il livello di umidità da cui inizia il progressivo prosciugamento per azione dell'evaporazione e, soprattutto, dell'assorbimento radicale;
- è il livello di umidità che deve essere ripristinato in occasione di un intervento irriguo.

Livelli di umidità superiori rappresentano un contesto non auspicabile perché l'umidità in eccesso sulla capacità di campo è rappresentata da acqua gravitazionale ed è perciò destinata a percolare in profondità e perdersi nella falda. Si tratta perciò di una situazione estemporanea a cui è impossibile fare riferimento in un piano d'irrigazione razionale basato su un bilancio idrico; inoltre, l'acqua irrigua somministrata in eccesso costituisce uno spreco e, quindi, un costo ingiustificato sotto l'aspetto sia economico sia ambientale. Va infine ricordato che la persistenza di umidità superiore alla capacità di campo per insufficiente drenaggio crea un ambiente sfavorevole per una carenza nel rifornimento di ossigeno.
Livelli di umidità inferiori rappresentano una condizione ordinaria: nell'intervallo di tempo compreso fra due interventi irrigui, le piante attingono alla riserva idrica immagazzinata nel terreno. Durante questo intervallo, la cui durata nella stagione di massimo fabbisogno può variare, secondo i casi, da minimi di 2-3 giorni a massimi di 10-15 giorni, il livello di umidità del terreno si abbassa progressivamente, il potenziale idrico si abbassa e le piante esercitano uno sforzo via via più intenso, fino a manifestare i primi sintomi di stress idrico. Di fondamentale importanza è la scelta del momento ottimale d'intervento irriguo, che si basa su criteri che contemplano nel complesso aspetti economici, organizzativi, strutturali, agronomici in senso stretto.
Indipendentemente dalle scelte adottate, il livello di umidità nel terreno varia entro un campo di oscillazione il cui minimo è rappresentato dalla soglia critica d'intervento e il cui massimo, in corrispondenza di ogni intervento irriguo, è rappresentato dalla capacità di campo. Un caso particolare è l'adozione di sistemi di irrigazione a erogazione continua (ad esempio, l'irrigazione a goccia) la cui portata è calibrata sul consumo giornaliero. Con questi sistemi, ottimali sotto l'aspetto agronomico, ma non sempre adottabili per ragioni economiche, organizzative e strutturali, è possibile mantenere costantemente il livello di umidità su valori prossimi alla capacità di campo. Tale situazione rappresenta una condizione ideale perché alla capacità di campo non si hanno sprechi di risorse idriche e le piante non manifestano alcuno stato di sofferenza.

## Determinazione della capacità di campo
La determinazione della capacità di campo si effettua in sede di analisi del terreno. Trattandosi di un valore di umidità, si misura in termini percentuali riferendola al peso secco del terreno. Il metodo diretto per rilevare l'umidità del terreno consiste nel sottoporre il campione di terreno, dopo pesatura, ad essiccazione in stufa ad una temperatura maggiore di 100 °C (105-110 °C). Durante il processo di essiccazione si determina periodicamente il peso del campione; quando due pesate consecutive daranno lo stesso valore, il campione si può considerare essiccato. L'umidità è data dalla seguente formula:
Il peso umido è quello misurato sul campione estratto prima dell'essiccazione, il peso secco quello misurato nelle ultime due pesate.
Questo metodo ha lo svantaggio di richiedere l'esecuzione in laboratorio e in tempi relativamente lunghi, in quanto in media sono necessarie almeno 48 ore per un'essiccazione completa. Per misurazioni meno accurate si può ricorrere a metodi di stima, opportunamente calibrati, che permettono di individuare il valore dell'umidità in tempi più o meno brevi. In ogni modo, poiché l'umidità del terreno non è omogenea, è importante procedere ad un corretto campionamento e fare riferimento ad una specifica profondità (35–40 cm).
Per ottenere il valore della capacità di campo l'umidità deve essere rilevata quando si verificano le condizioni specifiche. Ciò è possibile ricorrendo a due criteri:
- individuare empiricamente la condizione in cui ricorre la capacità di campo;
- individuare la condizione sulla base del potenziale idrico.

Nel primo caso si irriga una superficie significativa (alcuni metri quadrati) e priva di vegetazione fino alla saturazione e si copre l'intera superficie con un film plastico. In questo modo si arresta sia l'evaporazione sia la traspirazione (a seguito dell'assorbimento radicale) e l'unico fattore di perdita è rappresentato dalla percolazione profonda. Quest'ultima si arresta quando la tensione matriciale bilancia la forza di gravità; a questo punto l'umidità del terreno si mantiene costante, non essendoci altre perdite. Per individuare la capacità di campo si procede a campionamenti intervallati e alla determinazione dell'umidità per ogni campione. Quando l'umidità degli ultimi campioni estratti si mantiene invariata si può ritenere che il terreno sia alla capacità di campo.
Il metodo precedentemente descritto, pur essendo concettualmente semplice, è lungo e laborioso, perciò si preferisce ricorrere a metodi che individuano la capacità di campo dal valore corrispondente del potenziale idrico. In questo caso sarà necessario disporre di adeguati strumenti concepiti per tali scopi, come il tensiometro, l'apparecchio di Bouyoucos, l'apparecchio di Richards.